# Tuvok

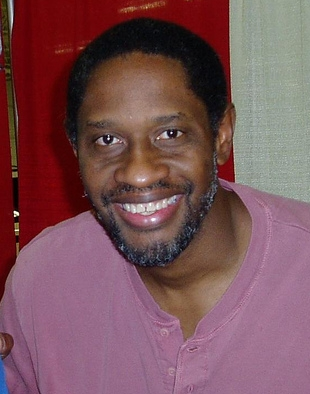
Tim Russ, que interpreta a Tuvok

Tuvok, interpretado por Tim Russ, es un personaje de ficción de la serie de televisión Star Trek: Voyager, que sirve como jefe de seguridad y el oficial táctico En el USS Voyager, Tuvok.

## Descripción
Tuvok nació a mediados del siglo 23 (en la fecha estelar 3.8.7.7.4) en Vulcanis, un satélite de la Luna perteneciente al pueblo vulcano. De adolescente Tuvok se enamora de Jara, la hija de un diplomático terreliano, que no corresponde a su afecto. Él es expulsado de la escuela. Sus padres le envían a estudiar con un maestro Vulcano para aprender a controlar sus emociones.
Tuvok asistió a la Academia de la Flota Estelar en San Francisco. Al graduarse, fue nombrado alférez a la edad de 29, se desempeña como oficial asistente científico en la USS Excelsior, bajo el Capitán Hikaru Sulu (Temporada 3 Capítulo 2 "Recuerdo"). Tuvok se distinguió durante el Incidente de Khitomer (representado en la película Star Trek VI, El País desconocido: aunque Tuvok no aparece en pantalla).
Durante su servicio en la Flota, para Tuvok se hizo cada vez más incómoda la relación con personas no vulcanas, por lo que renuncia a su comisión de la Flota en 2298 para continuar el kohlinar en Vulcano, su régimen del control de las emociones. Durante un pon farr (periodo de celo y apareamiento vulcano) seis años más tarde, se casa con T'Pel y tienen 4 hijos.
Ochenta años más tarde, después de mucho auto-examen, Tuvok se reincorporó a la Flota como un instructor de formación en la Academia. Su regreso a la Flota estuvo marcado por una madurez y una reconsideración de los beneficios del servicio prestado. Después de unos pocos años dedicados a la enseñanza de cadetes, Tuvok fue brevemente asignado a la USS Billings bajo las órdenes de la capitán Kathryn Janeway, después tanto Janeway y Tuvok fueron asignados a la USS Wyoming y, a continuación, la nave clase Intrépido USS Voyager, él como Oficial de Seguridad y Tácticas.
En 2371, Tuvok es asignado a infiltrarse en la organización Maquis a bordo de la nave de Chakotay. Durante la misión, la identidad de Tuvok fue descubierta por un agente de inteligencia Maquis, que utiliza Tuvok como un espécimen de laboratorio para los experimentos de control de la mente. Mientras Tuvok padece el experimento, está consciente en todos los experimentos, el agente limpia su memoria cuando ha terminado, asegurándose de que Tuvok sea incapaz de recordar los detalles. Después de la prueba, Tuvok es liberado de nuevo entre los maquis. Durante un incidente que afectó a los maquis y la USS Voyager, ambas naves son transportadas al cuadrante Delta por el enigmático ser llamado el Guardián (Temporada 1, capítulo 1 "El Guardián"). Cuando la nave maquis es destruida al estrellarse con una nave kazon para salvar al Voyager, Tuvok se transporta a la nave de la Federación con un puñado de otros supervivientes, y vuelve a sus funciones como Oficial de Seguridad y Tácticas.
En ese momento, la Voyager también recoge dos nativos del Cuadrante Delta, Neelix, un talaxiano, y su novia Kes, originaria del mundo ocampa. Tuvok reconoce las habilidades psíquicas de Kes y la ayudará a desarrollarlas. Tuvok aprende a tolerar a Neelix, demasiado amistoso y emocional. Más tarde, un accidente de transportador fusiona a Tuvok y Neelix juntos en un nuevo humanoide apropiadamente llamado "Tuvix" (Temporada 2 Capítulo 24 "Tuvix"). Son finalmente restituidos a sus formas bajo las órdenes de la capitana Janeway, utilizando un procedimiento ideado por la ingeniero en jefe B'Elanna Torres y El Doctor. Tuvok aún tiene problemas con Neelix después de esta experiencia, y muchos de ellos se plantean de nuevo en (Temporada Capítulo "Acertijos"). Los dos llegan a ser amigos al final de la serie.
En capítulo 5 de la 4.ª temporada "Revulsión", en 2374, Tuvok es ascendido al rango de Teniente Comandante.
En el último episodio de la serie Tuvok (Temporada 7 Capítulos 25 y 26, "Fin del juego") sufre de una enfermedad neurológica degenerativa, que solo puede ser curada por una fusión mental con un miembro de la familia. En 2377, está todavía lo suficientemente bien como para desempeñar sus funciones. Sin embargo, en sus años de anciano, la enfermedad finalmente hace estragos en su mente. Con el fin de evitar a Tuvok este terrible futuro, la capitana Janeway intenta cambiar la historia, para encontrar la manera de regresar a la tripulación de la Voyager al cuadrante Alfa, en 2378, tiempo antes de que su enfermedad empeora. Al regresar al cuadrante Alfa, Tuvok se fusionó mentalmente con su hijo mayor Sek en la Voyager. Sek realiza la fal-tor-voh con su padre y detiene la progresión de la enfermedad, creando una línea de tiempo alternativa.

## Personalidad
Un completo vulcano, Tuvok tiene una personalidad compleja, con conflictos internos. A pesar de su entancia en Kolinahr, hay una buena cantidad de pruebas que sugieren que nunca ha logrado enteramente adquirir control emocional total, y siente la amargura por su herencia vulcana. También demuestra pequeñas explosiones moderadas de amargura, rabia, inseguridad e incluso, sarcasmo.
A pesar de este conflicto interno, que se muestra en numerosas ocasiones, es capaz de gran nobleza y altruismo.
Tuvok continuamente afirma que como vulcano no tiene relaciones de amistad con la tripulación, sin embargo no niega en todo momento que considera a Jenaway su amiga, a quien admira y respeta; por su parte, la capitana lo considera su consejero y el mejor de sus amigos; los únicos momentos en que Jenaway demuestra debilidad o temor es ante Tuvok; con el tiempo, el vulcano poco a poco acepta el cariño de otros miembros.
Como buen vulcano, Tuvok demuestra pudor extremo en cuanto al tema de la sexualidad (Temporada 3 Capítulo 16 "Fuego en la sangre").

## Relaciones
T'Pel es la esposa de Tuvok. Se casaron en 2304. Tienen tres hijos y una hija llamada Azil.
T'Pel ha aparecido en los episodios de Voyager "Ilusión" (Temporada 2 Capítulo 7) y "Felicidad" (Temporada 5 Capítulo 14), en ambas ocasiones, cuando Tuvok está alucinando. Una versión holográfica de T'Pel aparece en el "Cuerpo y Alma" (Temporada 7 Capítulo 7). Ella es interpretada por la actriz Marva Hicks.

## Universo espejo
Tuvok aparece en "Al otro lado del de espejo", el episodio 19 del tercera temporada de Star Trek: Deep Space Nine. El episodio es ambientado en el universo espejo, una realidad alternativa, donde el Tuvok alternativo es un miembro de la Rebelión terrana.

## Otros vulcanos negros en Star Trek
Una matrona vulcana en la memoria del nacimiento de Spock en Star Trek V: La Última Frontera fue interpretada por una mujer afroamericana. Este personaje en realidad es anterior a Tuvok. Es a menudo citada como la "primera vulcana negra".
En la película Star Trek XI en el momento en que el Spock viejo relata los acontecimientos del futuro al James T Kirk de la realidad cambiada, en el centro de investigación del planeta vulcano Spock esta con otros vulcanos y uno de ellos es negro también.
En el juego para PC Star Trek:Away Team, un personaje llamado Slovaak es un oficial de seguridad (al igual que Tuvok), que usa su habilidad de "enlace mental" para analizar el cerebro de otros participantes en el juego desde una distancia de varios metros.